# 麥克斯維爾鎮區 (明尼蘇達州格蘭特縣)
麥克斯維爾鎮區（英語：Macsville Township）是位於美國明尼蘇達州格蘭特縣的一個行政鎮區。此地得名自縣官弗朗西斯·麥克納布（Francis McNabb）。

## 地方資料
麥克斯維爾鎮區的面積為93.51平方千米，當中陸地面積為84.97平方千米，而水域面積為8.54平方千米。根據2020年美國人口普查的數據，當地共有人口109人，而人口密度為每平方千米1.17人。